# مصطفى دومبويا
مصطفى دومبويا (بالإنجليزية: Mustapha Dumbuya)‏ (7 أغسطس 1987 بفريتاون في سيراليون - ) هو لاعب كرة قدم بريطاني وسيراليوني في مركز الدفاع. شارك مع منتخب سيراليون لكرة القدم. أما مع النوادي، فقد لعب مع كريستال بالاس ونادي بورتسموث ونادي دونكاستر روفرز ونوتس كاونتي وميدنهد يونايتد ‏ ونادي كرولي تاون وبوترز بار تاون ووينجيت آند فينشلي ونادي بارتيك ثيسل.

## وصلات خارجية
- مصطفى دومبويا على موقع قاعدة بيانات كرة القدم.إي يو (الإنجليزية)
- مصطفى دومبويا على موقع ناشيونال فوتبول تيمز (الإنجليزية)
- مصطفى دومبويا على موقع Soccerbase.com (لاعب) (الإنجليزية)
- مصطفى دومبويا على موقع Soccerway.com (الإنجليزية)